# Crout-algoritmus
A Crout-algoritmus lineáris egyenletrendszerek megoldásában játszik szerepet. A módszert Prescott Durand Crout amerikai matematikus alkotta meg.
A Crout-algoritmus az LU felbontás egyik lehetséges kivitelezése, mivel egy A mátrixot egy alsó háromszögmátrixra (L) és egy felső háromszögmátrixra (U) bont fel, ahol {\displaystyle A=LU}. Például egy háromegyenletes  egyenletrendszer esetén az LU felbontás a következőképp fog kinézni:
{\displaystyle A={\begin{pmatrix}a_{11}&a_{12}&a_{13}\\a_{21}&a_{22}&a_{23}\\a_{31}&a_{32}&a_{33}\\\end{pmatrix}}={\begin{pmatrix}l_{11}&0&0\\l_{21}&l_{22}&0\\l_{31}&l_{32}&l_{33}\\\end{pmatrix}}{\begin{pmatrix}u_{11}&u_{12}&u_{13}\\0&u_{22}&u_{23}\\0&0&u_{33}\end{pmatrix}}=LU.}
Az algoritmus célja az egyes {\displaystyle l_{ij}}-k és {\displaystyle u_{ij}}-k meghatározása.

## Lépései
Az algoritmus során a következő lépéseket követjük:
1) Végrehajtjuk az {\displaystyle l_{ii}=1}, i ϵ [1..n] értékadásokat.
2) Minden egyes j ϵ [1..n] indexre a következő két lépést hajtjuk végre:
```
  a) 

  

    

      

        

          
u

          

            
i

            
j

          

        

        
=

        

          
a

          

            
i

            
j

          

        

        
−

        

          
∑

          

            
k

            

              
=

            

            
⁡

            
1

          

          

            
i

            
−

            
1

          

        

        
(

        

          
l

          

            
i

            
k

          

        

        
∗

        

          
u

          

            
k

            
j

          

        

        
)

      

    

    
{\displaystyle u_{ij}=a_{ij}-\sum _{k\mathop {=} 1}^{i-1}(l_{ik}*u_{kj})}

  

; ahol 
i
 ϵ [1..
j
]
  b) 

  

    

      

        

          
l

          

            
i

            
j

          

        

        
=

        
1

        

          
/

        

        

          
u

          

            
j

            
j

          

        

        
∗

        
(

        

          
a

          

            
i

            
j

          

        

        
−

        

          
∑

          

            
k

            

              
=

            

            
⁡

            
1

          

          

            
j

            
−

            
1

          

        

        
(

        

          
l

          

            
i

            
k

          

        

        
∗

        

          
u

          

            
k

            
j

          

        

        
)

      

    

    
{\displaystyle l_{ij}=1/u_{jj}*(a_{ij}-\sum _{k\mathop {=} 1}^{j-1}(l_{ik}*u_{kj})}

  

; ahol 
i
 ϵ [
j
+1..
n
]
```

Az algoritmus biztosítja, hogy az egyenletek jobb oldalán szereplő, éppen felhasználásra kerülő l és u változók előzőleg már kiszámításra kerültek.
A módszer műveletigénye ({\displaystyle n^{3}/3+n^{2}}), ami gyakorlatilag egy kiküszöbölést és két visszahelyettesítést jelent.

## A Crout-algoritmus Python programozási nyelvben
```
def
 
Crout
(
a
,
l
,
u
):

    
for
 
i
 
in
 
range
(
n
):

        
l
[
i
][
i
]
=
1

    
for
 
j
 
in
 
range
(
n
):

        
for
 
i
 
in
 
range
(
j
+
1
):

            
u
[
i
][
j
]
=
a
[
i
][
j
]

            
for
 
k
 
in
 
range
(
i
):
            
                
u
[
i
][
j
]
=
u
[
i
][
j
]
-
l
[
i
][
k
]
*
u
[
k
][
j
]

        
for
 
i
 
in
 
range
(
j
+
1
,
n
):

            
l
[
i
][
j
]
=
a
[
i
][
j
]

            
for
 
k
 
in
 
range
(
j
):

                
l
[
i
][
j
]
=
l
[
i
][
j
]
-
l
[
i
][
k
]
*
u
[
k
][
j
]

            
l
[
i
][
j
]
=
l
[
i
][
j
]
/
u
[
j
][
j
]

    
return
 
l
,
 
u

```